# فاكروشيف (ساهالين)
فاكروشيف (بالروسية: Вахрушев) هي مدينة في مقاطعة ساخالين أوبلاست في روسيا.
يبلغ عدد سكانها حوالي 2652 نسمة.